# El castell dels tres dragons
|  | Aquest article tracta sobre l'obre de teatre. Si cerqueu l'edifici modernista, vegeu «Castell dels Tres Dragons». |

Lo castell dels tres dragons (El castell dels tres dragons, en català normatiu) és una gatada cavalleresca en dos actes i en vers, original de Frederic Soler (Pitarra), estrenada al Teatre de l'Odèon de Barcelona, la nit del 28 d'abril de 1865.
L'any 1922, es va presentar al teatre Tívoli de Barcelona, una versió amb cantables, amb música d'Enric Morera i arranjaments de Francesc Pujols.
Està repartit en dos actes.

## Repartiment de l'estrena
- Donya Sol: Francisca Soler
- Donya Flora: Fermina Vilches
- Manfred: Rosalia Pérez
- El baró: Ferran Puiguriguer
- Don Godofred: Joan Bertran
- Don Fradic: Josep Clucellas
- Don Gualtero: Francesc Puig
- Ganyota: Lleó Fontova
- Ignasi: Iscle Soler
- Cavaller primer: Soto
- Cavaller segon: Maleras
- Un moro: Janer
- Cavaller tercer: Bigorria
- Un xicot: ?
- Cuiners, moros, cavallers, dames, patges

## Edicions
- Singlots Poétichs ab ninots; 16. Barcelona, Imp. Narciso Ramirez, 1864
- La Escena catalana. Segona època; 394. Barcelona: Llibr. Bonavía, 1934
- Barcelona: Aymà, 1948
- Biblioteca Selecta; 118. Teatre; 11. Barcelona: Selecta, 1953
- Les Millors obres de la literatura catalana; 56. Barcelona: Edicions 62, 1981
- Biblioteca didàctica de literatura catalana; 32. Barcelona: Barcanova, 1993